# Подсосенки (Саратовская область)
Подсосенки — село в Балаковском районе Саратовской области России. Входит в состав Натальинского муниципального образования.

## История
В 1984 г. Указом Президиума ВС РСФСР поселок отделения № 3 совхоза «Волгарь» переименован в село Подсосенки.

## Население
| 2002 | 2010 |
| ---- | ---- |
| 767  | ↗806 |